# エマニュエル・ウィリス
エマニュエル・ウィリス（Emanuel Willis, 1984年12月24日 - ）は、アメリカ合衆国出身のバスケットボール選手である。ポジションはフォワード/センター。

## 来歴
ヒューストン・バプテスト大学卒業後、2009-10シーズンはシンブリア・ランジャーズ（デンマーク）やUBCハノバータイガース（ドイツ）に所属。2010年8月、高松ファイブアローズと契約基本合意したが、契約締結には至らず10月にチームを離れた。
2013年オフ、信州ブレイブウォリアーズと契約。2014年2月に契約解除となる。2015年8月、横浜ビー・コルセアーズと契約、10月に契約解除となる。

## 経歴
- ヒューストン・バプテスト大学（NCAA） - llliabum（ポルトガル） - Istanbulspor（トルコ） - Al Arabi（クエート） - Stadio Italiano（チリ） - 信州ブレイブウォリアーズ（bjリーグ）- 横浜ビー・コルセアーズ